# Бондаренко, Михаил Нестерович
Ми́хаил Не́стерович Бондаре́нко (1909, Хотомля, Харьковская губерния — 1965) — советский геолог, организатор геологической службы в Западной Якутии. Дважды кавалер ордена Ленина.

## Биография
Учился в Среднеазиатском государственном университете (1926—1929 гг.), Уральском горном институте (1929—1931 гг.).
С 1931 года начальник геологической партии Восточно-Сибирского геологического управления.
С 1937 года управляющий и главный инженер Государственного треста специального геологического картирования «Спецгео».
С 1942 по 1946 года работал директором комбината в Монгольской Народной Республике.
С 1947 года начальник Акчатусского вольфрамо-молибденового комбината (Карагандинская область).
С 1950 года начальник комбината № 9 Министерства среднего машиностроения (город Кривой Рог Украинской ССР).
С 1954 года начальник Амакинской геологоразведочной экспедиции. Под руководством М. Н. Бондаренко проведены разведочные работы на коренном месторождении алмазов — кимберлитовой трубке «Мир», осуществлена его передача в промышленное освоение.
С 1960 по 1964 года начальник Центральной геолого-съёмочной экспедиции ПГО «Якутскгеология».
Депутат Верховного Совета Якутской АССР (1953—1959).

### Публикации
Книги
- Бобриевич А. П., Бондаренко М. Н., Гневушев М. А., Красов Л. М., Смирнов Г. И., Юркевич Р. К. Алмазные месторождения Якутии. — М.: Госгеолтехиздат, 1959. — 527 с.
- Бобриевич А. П., Бондаренко М. Н., Гневушев М. А., Кинд Н. В., Корешков Б. Я., Курылева Н. А., Нефедова З. Д., Попугаева Л. А., Попова Е. Э., Скульский В. Д., Смирнов Г. И., Юркевич Р. К., Файнштейн Г. Х., Щукин В. Н. Алмазы Сибири. — М.: Госгеолтехиздат, 1957. — 159 с.

## Награды и премии
- Орден Ленина (дважды).
- Медаль «За оборону Москвы».
- Медаль «За Победу над Японией».
- Медаль «За доблестный труд в Великой Отечественной войне 1941–1945 гг.».